# قصر ثوي منيح عين الشواطر (عين الشواطر)
قصر ثوي منيح عين الشواطر هي إحدى مشيخات المملكة المغربية، تتبع جغرافيا لإقليم فكيك وإداريًا لعين الشواطر. يقدر عدد سكانها بـ 291 نسمة حسب الإحصاء الرسمي للسكان والسكنى لسنة 2004.